# Nové Vinařství
Nové Vinařství a. s. je vinařství spadající do Mikulovské vinařské podoblasti, s provozovnou v Drnholci a sídlem v Měříně. Bylo založeno v roce 2005.

## Historie
Vinařství bylo založeno v roce 2005. V témže roce byl v Drnholci vybudován vinařský areál. V prvních dvou letech vinařství vyrábělo pouze bílá cuvée. Novinkou bylo použití šroubového uzávěru, kterou vinařství použilo jako první v ČR. V roce 2006 bylo Nové Vinařství zakládajícím členem sdružení V8 (nyní Aliance vinařů V8). V roce 2007 uvedlo vinařství na trh řadu jednoodrůdových vín s názvem Cépage. Tentokrát vinařství použilo skleněnou zátku sklárny Preciosa. V témže roce obdrželo vinařství za design svých vín „Cenu za manažerský počin roku v oblasti designu“ v soutěži Národní cena za design. Autory tohoto designu byli Jindřich Dušek, Tono Stano a tehdejší ředitel Marek Špalek. Na jaře roku 2010 zasáhl budovu vinařství ničivý požár a celá budova Domu Na Výsluní lehla popelem. Na jejím místě vyrostla během čtyř měsíců nová budova vinařství, s příhodným názvem „Fénix 2010“.
Od příchodu nového ředitele a technologa Ing. Petra Ptáčka do vinařství v roce 2015 prošlo vinařství dalšími proměnami. Změnil se design etiket a Nové Vinařství na trh uvedlo řadu vín Petanque. Novinkou ve sklizni roku 2016 se stala vína s označením VOC Mikulov (vína originální certifikace). Členem sdružení vinařů Mikulovské vinařské podoblasti VOC Mikulov se Nové Vinařství a.s. stalo již v srpnu 2012, nicméně první víno bylo vyrobeno právě až v roce 2016.
Celé vinařství se začalo technologicky měnit a vyvrcholením této proměny se stal rok 2019, kdy byla vybudována druhá budova vinařství a nakoupeny nové technologie. Nové Vinařství tak jako první v Česku začalo využívat k třídění hroznů optický třídič.

## Vinice
Na vinicích Nového Vinařství lze nalézt tyto odrůdy: Frankovka, Chardonnay, Muškát Ottonel, Pálava, Rulandské bílé, Rulandské modré, Rulandské šedé, Ryzlink rýnský, Ryzlink vlašský, Sauvignon, Tramín červený a Veltlínské zelené.[zdroj?] Aktuálně[kdy?] vinařství hospodaří na cca 140 ha vinic v Mikulovské vinařské podoblasti ve třech obcích s rozdílným terroir a to v obcích Drhnolec, Nový Přerov a Klentnice.

### Drnholec
V obci Drnholec se nachází vinice Slunečný vrch, Šibeniční vrch, U Křížku a Výsluní. Tyto vinice mají půdy složené z jemného písku až spraší, pocházející z období Svrchní křídy.[zdroj?] Díky tomuto podloží mají vína z těchto vinic často vysokou aromatiku po exotickém ovoci.[zdroj?]

### Nový Přerov
V katastru obce Nový Přerov hospodaří Nové Vinařství na vinici Langewarte. Tato vinice je specifická svým půdním složením - nachází se v ní vápenité valouny, které pocházejí z poslední doby ledové.[zdroj?]

### Klentnice
Na úpatí Pavlovských vrchů v obci Klentnice se pak nachází nejvýše položené vinice Nového Vinařství (380 m n. m.), které tvoří z převážné většiny vápenec, vytvořený v období druhohor.[zdroj?] Z toho důvodu jsou vína ze zdejších vinic Bavorsko, Pod Lomem, Nad sv. Leonardem, Pod Klentnicí a Svatá hora šťavnatá a především silně minerální.[zdroj?]

## Výrobkové řady
Úroda z vinic se dělí do třech úrovní, podle stylu přístupu ke keři, a to na základní, přívlastkovou a selektivní. Základní surovina se používá k výrobě produktové řady Village, přívlastková k výrobě produktových řad Cuvée a Cépage a selektivní pro výrobu řady Petanque. 
Kromě těchto čtyř základních řad nabízí Nové Vinařství ještě dvě retailové řady - Vinařství Drnholec a DCL. Všechna vína jsou vyrobena z hroznů, které si Nové Vinařství vypěstuje na vlastních vinicích.
Vína řady Village jsou uzavřena šroubovým uzávěrem. Přívlastková vína Cépage patří mezi odrůdová vína a jsou uzavírána skleněným uzávěrem (skleněnou zátkou) VINOLOK. Toutéž zátkou jsou uzavírána vína řady Cuvée. Korkové zátky DIAM 10 se používají pro vína z řady Petanque.